# Ягуб, Зелимхан
Зелимхан Ягуб (азерб. Zəlimxan Yaqub), при рождении Зелимхан Юсиф оглы Ягубов (азерб. Zəlimxan Yusif oğlu Yaqubov) (21 января 1950, село Кяпанакчи, Грузинская ССР — 9 января 2016, Баку) — народный поэт Азербайджана (2005), ашуг, общественный деятель, депутат парламента Азербайджана I и II созывов, кавалер ордена «Честь» Азербайджана и ордена «Чести» Грузии.

## Биография
Родился Зелимхан Ягубов 21 января 1950 года в селе Кяпанакчи Болнисского района Грузии. Выпускник (1967—1972) факультета книговедения Азербайджанского государственного университета.
С 1973 по 1978 год работал в системе «Азеркнига» — продавцом в книжном магазине «Книжный пассаж», главным продавцом и начальником отдела. В 1975—1985 годах был редактором агитационного отдела, а затем начальником отдела Общества добровольных книголюбов Азербайджана. С 1987 по 1994 год — редактор отдела «Поэзии», а затем начальник отдела в издательстве «Язычы».
Скончался Зелимхан Ягуб 9 января 2016 года в Баку.

## Общественная деятельность
- С 1983 года являлся членом Союза писателей Азербайджана.
- С 1994 года являлся членом комиссии по помилованию при президенте Азербайджанской Республики[4].
- С 1995 по 2005 год был депутатом Милли Меджлиса Азербайджанской Республики I и II созывов.
- 29 августа 2008 года на 5 съезде Союза Ашугов Азербайджана был избран председателем данной организации.

## Творчество
Первое стихотворение было опубликовано 4 октября 1966 года в газете «Гелебе Байрагы» (рус. «Знамя Победы»), выходящем в Болнисском районе Грузинской ССР.

## Фильмография
- В 2010 году к 60 летнему юбилею народного поэта был снят документальный фильм «Путь отцов»[5].

## Награды и премии
- 1995 год — литературная премия имени Мамеда Араза.
- 1995 год — премия имени Гаджи Зейналабидина Тагиева.
- 17 января 2000 года — Орден «Слава» — за заслуги в развитии азербайджанской поэзии[6].
- 19 января 2005 года — Народный поэт Азербайджана — за заслуги в развитии азербайджанской поэзии[7][8].
- 11 декабря 2006 года — Персональная пенсия Президента Азербайджанской Республики[9]
- 6 июня 2009 года — избран почётным доктором Международной Научной Академии Исследования Тюркского Мира и награждён премией «За служение тюркскому миру».
- 2010 год — Памятный подарок от организации ТЮРКСОЙ[10]
- 2010 год — Орден Чести (Грузия)[11].
- 21 января 2010 года —— Орден «Честь» — за заслуги в развитии азербайджанской литературы[12].
- 5 октября 2012 года — функционирующая в США «Ассоциация Азербайджан — Нью-Йорк» наградила народного поэта почётным дипломом и медалью.[13].
- 7 февраля 2014 года — Международный комитет по присуждению премий Международной Научной Академии Исследования Тюркского Мира наградил поэта Зелимхана Ягуба международной литературной премией «имени Назима Хикмета», за большой вклад в тюркскую литературу.[14].